# Pomorska Jesień Jazzowa
Pomorska Jesień Jazzowa – cykl jazzowych koncertów promocyjnych na terenie Polski, których zwieńczeniem był koncert finałowy w Filharmonii Pomorskiej w Bydgoszczy. Impreza była organizowana w latach 1975-1991 przez Oddział Północny Polskiego Stowarzyszenia Jazzowego w Bydgoszczy, a następnie przez Jazz Club „Pod Filarami” w Gorzowie Wlkp.

## Historia
Pierwsza edycja Pomorskiej Jesieni Jazzowej odbyła się w 1975 r. Organizatorem imprezy był Oddział Północny Polskiego Stowarzyszenia Jazzowego w Bydgoszczy, a pomysłodawcą Ryszard Jasiński. W pierwszej edycji imprezy wystąpili m.in. Tomasz Ochalski, P. Tabaka, grupa wokalna „Novi Singers” i „Old Metropolitan Band”. Koncertom towarzyszył mityng prezenterów jazzowych i giełda płyt. 
Celem przedsięwzięcia była artystyczna konfrontacja laureatów krajowych konkursów jazzowych odbywających się w Warszawie, Wrocławiu, Lublinie i Kaliszu, a także promocja nowych artystów i zespołów jazzowych. Trofeum PJJ był „klucz do kariery”, o który ubiegać się mogli jedynie laureaci konkursów. Zdobywali je m.in.: Stanisław Sojka, „Dud Lovers”, „Heavy Metal Sextef”, Big Band PWSM w Katowicach i wielu innych. Na XV Pomorskiej Jesieni Jazzowej w 1989 r. gościnnie wystąpili m.in.: Ewa Bem i Adam Makowicz, a „klucze do kariery” przypadły zespołowi „Ostatni dzwonek z Warszawy”. 
W 1991 r. pojawiły się kłopoty finansowe związane z niesolidnym sponsorem. W tej sytuacji niemożliwa stała się organizacja XVIII Jesieni Jazzowej w 1992 r. przez dotychczasowego organizatora. Dalszej organizacji imprezy podjął się Bogusław Dziekański – pracownik Polskiego Stowarzyszenia Jazzowego z Gorzowa Wielkopolskiego. W nowej formule (Gorzów Jazz Celebrations) nie uwzględniono Bydgoszczy na trasie koncertowej. Bydgoscy działacze jazzowi podjęli zatem własną inicjatywę, której owocem był zorganizowany w 1997 r. Bydgoski Festiwal Jazzowy, a od 2003 r. Bydgoszcz Jazz Festival.